# Mont Noir (massif du Jura)
Pour le sommet des Flandres, voir Mont Noir.
Le mont Noir est un sommet du massif du Jura, en France. Il se situe sur la limite communale de Châtelblanc et de Chapelle-des-Bois, dans le département du Doubs, en région Bourgogne-Franche-Comté. Il s'élève à 1 234 m d'altitude.